# Myrrophis
Myrrophis – rodzaj węży z rodziny Homalopsidae.

## Zasięg występowania
Rodzaj obejmuje gatunki występujące w Azji (Chiny, Tajwan i Wietnam).

## Systematyka

### Etymologia
Myrrophis: gr. μυρρ murr „bagno”; οφις ophis, οφεως opheōs „wąż”.

### Podział systematyczny
Do rodzaju należą następujące gatunki:
- Myrrophis bennettii (J.E. Gray, 1842)
- Myrrophis chinensis (J.E. Gray, 1842) – enhydris chiński
- Myrrophis dakkrongensis Nguyen, Le, Lathrop, Vo, Murphy & Che, 2024